# By Request
By Request — канадський український гурт зі штату Манітоба, який спеціалізується на традиційній музиці для української діаспори, котра проживає в так званому поясі прерій центральних та західних штатів Канади.  Виконує традиційні українські фольклорні мелодії, польки тощо. Крім того, до репертуару гурту входять класичні рокові та кантрі-хіти. Гурт брав участь у низці українських фестивалів у Канаді. Лідером і засновником гурту є Джейден Чорнобой, який також випустив сольний альбом.

## Склад
- Джейден Чорнобой (англ. Jayden Chornoboy) — скрипка/сопілка/гітара/спів
- Глен Амброуз (англ. Glen Ambrose) — гітара/цимбали/спів
- Тед Миколайчик (англ. Ted Mikolajczyk) — барабани
- Джон Лвівскі (англ. John Lwiwski) — акордеон

Колишні учасники гурту:
- Раян Смук (англ. Ryan Smuk) — акордеон
- Мирон Смук (англ. Myron Smuk) — барабани

## Дискографія
- Boys Gone Wild — Ukrainian Style CD (2012)
- By Request CD (2017)

Сольні альбоми:
- In Tradition (2010) — сольний альбом Джейдена Чорнобоя